# Fotinus-luciferin 4-monooksigenaza (ATP-hidroliza)
Fotinus-luciferin 4-monooksigenaza (ATP-hidroliza) (EC 1.13.12.7, luciferaza svitaca, luciferaza (luciferin svitaca), Photinus luciferin 4-monooksigenaza (adenozin trifosfat-hidroliza), luciferaza luciferina svitaca, Photinus pyralis luciferaza) je enzim sa sistematskim imenom Photinus-luciferin:kiseonik 4-oksidoreduktaza (dekarboksilacija, ATP-hidroliza). Ovaj enzim katalizuje sledeću hemijsku reakciju
 luciferin + O2 + ATP {\displaystyle \rightleftharpoons } oksidovani Photinus luciferin + 2 + AMP + difosfat + hnu
Photinus (svitac) je bioluminescentni insekt. Prvi reakcije je reakcije formiranje kiselinskog anhidrida između karboksilne grupe i AMP, uz otpuštanje difosfata. Rad enzima se može pratiti merenjem emisije svetlosti.

## Literatura
- Nicholas C. Price; Lewis Stevens (1999). Fundamentals of Enzymology: The Cell and Molecular Biology of Catalytic Proteins (Third изд.). USA: Oxford University Press. ISBN 019850229X.
- Eric J. Toone (2006). Advances in Enzymology and Related Areas of Molecular Biology, Protein Evolution (Volume 75 изд.). Wiley-Interscience. ISBN 0471205036.
- Branden C; Tooze J. Introduction to Protein Structure. New York, NY: Garland Publishing. ISBN 0-8153-2305-0.
- Irwin H. Segel. Enzyme Kinetics: Behavior and Analysis of Rapid Equilibrium and Steady-State Enzyme Systems (Book 44 изд.). Wiley Classics Library. ISBN 0471303097.

## Spoljašnje veze
- Photinus-luciferin+4-monooxygenase+(ATP-hydrolysing) на 